# Kónya István Béla
Kónya István Béla (Gyergyószentmiklós, 1915. június 4. – Temesvár 1958. szeptember 1.) erdélyi magyar ügyvéd, aki részt vett a Szoboszlay-féle összeesküvésben, amiért halálra ítélték és kivégezték.

## Élete
Eredetileg ügyvéd volt a szakmája, Marosvásárhelyen dolgozott, azonban, mivel felesége egy nagymultú földbirtokosi családból származott, kénytelen volt elhagyni munkahelyét. Előbb hazaköltözött Gyergyószentmiklósra, majd Kézdivásárhelyen telepedett le. Itt előbb jogtanácsos volt, majd alkalmi munkákból élt. Feleségétől elvált, újranősült. Letartóztatásáig Szentkatolnán az állami hivatalban dolgozott, könyvelőként. A Szoboszlay Aladár vezette mozgalommal Huszár József révén került kapcsolatba a második államcsínykísérlet előtt. A szervezkedésben betöltött fontos szerepét mutatja, hogy ő lett volna győzelem esetén az új kormány belügyminisztere.
Szoboszlay Aladár 1956. október 27-én azzal a megbízással küldte hozzá Orbán Istvánt, hogy másnap az általa beszervezett emberekkel legyen a sepsiszentgyörgyi állomáson és foglalja el a közeli fegyverraktárt (A rossz szervezést mutatja, hogy ennek az akciónak a végrehajtásához csak néhány pisztolyuk volt, míg a fegyverraktárat géppisztolyos katonák őrizték). Az akciót Kónya nem hajtotta végre. Amikor Szoboszlay emiatt kérdőre vonta, kijelentette, hogy fegyverek hiányában ezt az akciót nem lehet végrehajtani. Ekkor Szoboszlay a berecki fegyverraktár megtámadására kérte, de Kónya ezt is ahhoz a feltételhez kötötte, hogy Szoboszlay szerezzen fegyvereket.
Ezalatt a Securitate a szervezkedést felgöngyölítette és Kónya Istvánt 1957. november 1-jén letartóztatták. A kolozsvári III. Hadtest hadbírósága 9. rendű vádlottként golyó általi halálra ítélte. Az ítéletet a Nagy Nemzetgyűlés megerősítette és 1958. szeptember 1-jén  hajtották végre. Rehabilitációjára csak 2010-ben, hosszas pereskedés után került sor.